# Heterolaophonte uncinata
Heterolaophonte uncinata är en kräftdjursart som först beskrevs av Czerniavski 1868.  Heterolaophonte uncinata ingår i släktet Heterolaophonte och familjen Laophontidae. Inga underarter finns listade i Catalogue of Life.